# Werkmeister-Wohnung Albertstraße 6
Die ehemalige Werkmeister-Wohnung Albertstraße 6 im niedersächsischen Nordenham-Friedrich-August-Hütte/Blexenersande im Landkreis Wesermarsch wurde für die Metallwerke Unterweser am Anfang des 20. Jahrhunderts gebaut.

Aktuell (2023) wird es von einem Dienstleister als Handwerk Cooperation genutzt.
Das Gebäude steht unter Denkmalschutz (siehe auch Liste der Baudenkmale in Nordenham).

## Beschreibung
Friedrich-August-Hütte (FAH) war Anfang 1900 ein kleiner Ort, der durch die Industrialisierung u. a. mit den Metallwerken Unterweser AG von 1906/08 (heute Nordenhamer Zinkhütte – A Glencore Company) einen Einwohnerzuwachs hatte.
Das zweigeschossige traufständige verputzte Gebäude auf Sockel mit Walmdach und dem mittigen halbrunden Balkon über der Loggia, gestützt von zwei dorischen Säulen, mit dem Eingang sowie bossierten Ecken, wurde in einem Park auf dem Werksgelände von 1910 bis 1914 als Werkmeisterwohnung für die Metallwerke Unterweser gebaut.
Das Landesdenkmalamt befand zur Bedeutung: „geschichtlich, wissenschaftlich“.